# لوك فيلالونغا
لوك فيلالونغا (بالفرنسية: Luc Villalonga) هو لاعب كرة قدم فرنسي في مركز الوسط، ولد في 9 يونيو 1970 في أويونا في فرنسا. لعب مع نادي روديز ونادي سيت.